# Jessica Keiser
Jessica Keiser (Stans, 4 febbraio 1994) è una snowboarder svizzera, specializzata in slalom gigante parallelo e slalom parallelo.

## Biografia
Specializzata in slalom gigante parallelo e slalom parallelo e attiva a livello internazionale dal novembre 2010, la Keiser ha debuttato in Coppa del Mondo il 17 dicembre 2016, giungendo 36ª nello slalom parallelo di Cortina d'Ampezzo e ha ottenuto il suo primo podio il 21 gennaio 2023, classificandosi 3ª nella stessa specialità a Bansko, nella gara vinta dalla svizzera Julie Zogg.
In carriera ha preso parte a una rassegna olimpica e a una iridata.

## Palmarès

### Coppa del Mondo
- Miglior piazzamento nella Coppa del Mondo di parallelo: 13ª nel 2021
- Miglior piazzamento nella Coppa del Mondo di slalom parallelo: 20ª nel 2021
- Miglior piazzamento nella Coppa del Mondo di slalom gigante parallelo: 11ª nel 2021
- 1 podio:
  - 1 terzo posto

### Coppa Europa
- 9 podi:
  - 1 vittoria
  - 4 secondi posti
  - 4 terzi posti

#### Coppa Europa - vittorie
| Data            | Luogo   | Paese   | Disciplina |
| --------------- | ------- | ------- | ---------- |
| 26 gennaio 2019 | Lachtal | Austria | PGS        |

Legenda:

PGS = Slalom gigante parallelo